# Šestajovice (ort i Tjeckien, Mellersta Böhmen)
Šestajovice (tyska: Schestajowitz) är en by och en kommun i Tjeckien. Den ligger i regionen Mellersta Böhmen, i den centrala delen av landet, 19 km öster om huvudstaden Prag. Šestajovice ligger 261 meter över havet och antalet invånare är 3 491 (2016).
Terrängen runt Šestajovice är platt, och sluttar norrut. Runt Šestajovice är det ganska tätbefolkat, med 65 invånare per kvadratkilometer. Närmaste större samhälle är Prag, 18,6 km väster om Šestajovice. Trakten runt Šestajovice består till största delen av jordbruksmark.
Trakten ingår i den hemiboreala klimatzonen. Årsmedeltemperaturen i trakten är 8 °C. Den varmaste månaden är juli, då medeltemperaturen är 20 °C, och den kallaste är januari, med −6 °C.